# Religionstrauma
Religionstrauma (på engelska: Religious Trauma Syndrome, RTS) är ett begrepp som beskriver de psykiska, emotionella och existentiella skador som kan uppstå från konsekvenserna att ha levt i, eller lämnat, en religiös miljö som varit kontrollerande, auktoritär eller uteslutande. Traumat kan orsakas av dogmatiska läror, skambaserad moral, andligt maktmissbruk eller social uteslutning. Tillståndet är nära besläktat med posttraumatiskt stressyndrom (PTSD) och komplext PTSD (C-PTSD). DSM-IV erkänner “religiösa eller andliga problem” som en möjlig stressfaktor men specificerar inte RTS som diagnos.
Religiöst trauma kan jämföras med svektrauma på grund av det förtroende som ges till auktoritära samfund och religiösa ledare, vilket orsakar skada för individer. Teorin om svek och trauma erkänner också kraften i krossade antaganden att orsaka trauma. Vid religionstrauma upplever individer inte bara svek från familj, religiösa samfund och betrodda religiösa ledare, de upplever också en krossad tro.
2011 användes begreppet Religious Trauma Syndrome för första gången av den amerikanska psykologen Marlene Winell i en artikel för British Association for Behavioral and Cognitive Psychotherapies, för att beskriva ett mönster av symptom hos personer som lämnat fundamentalistiska eller auktoritära religiösa sammanhang. Det svenska begreppet religionstrauma myntades 2023 i samband med uppstarten av Religionstraumadagen som infaller 24 maj.

## Symptom
Religionstrauma uppstår som svar på tvåfaldigt trauma: långvarig indoktrinering av ett kontrollerande religiöst samfund, och lämnandet av det kontrollerande religiösa samfundet och/eller sin tro. Symptomen på religiöst trauma varierar, men många drabbade upplever en kombination av psykologiska, emotionella, fysiska och sociala svårigheter.
Vanliga symtom inkluderar:
Symptomen vid religionstrauma kan variera kraftigt mellan individer, men vanligt förekommande är:

### Kognitiva symptom
- Identitetsförvirring
- Problem med koncentration och beslutsfattande
- Svårigheter att bearbeta nya världs- och livsåskådningar[7]

### Emotionella symptom
- Ångest, depression, panikattacker
- Djup skuld och skam
- Rädsla för övernaturlig bestraffning eller att ha begått “synd[8]

### Fysiska symptom
- Sömnstörningar
- Kroppslig stress, t.ex. hjärtklappning eller magproblem
- Psykosomatiska besvär[9]

### Sociala symptom
- Isolering från familj eller tidigare gemenskap
- Förlust av tillhörighet
- Svårigheter att lita på andra eller forma nya relationer[10]

Många individer rapporterar att dessa symtom kvarstår långt efter att de har lämnat den religiösa miljön, och att de ibland förstärks i kontakt med religiöst språk, ritualer eller evenemang.

## Vanliga orsaker till religionstrauma
Religiöst trauma kan ha flera orsaker, ofta i kombination över tid:
- Auktoritär uppfostran: Strikta religiösa regler som begränsar individens fria vilja och kritiska tänkande.[12]
- Skrämselpropaganda: Läror om evig fördömelse, helvetet eller apokalypsen som skapar långvarig rädsla.[13]
- Skambaserad moral: Fördömande av sexualitet, särskilt riktat mot kvinnor och HBTQ+-personer.[14]
- Social isolering: Avskärmning från samhället utanför den religiösa gruppen samt förlust av hela sociala nätverket och familjeband när man lämnar.[15]
- Hot om uteslutning: Rädsla för att bli avvisad av familj eller gemenskap vid ifrågasättande av tron eller för att man inte följer religiösa normer för kön och sexualitet.[16]
- Religiöst övergrepp och maktmissbruk: Övergrepp av auktoriteter i religionens namn – fysiskt, sexuellt eller andligt.[17]

## Behandling och återhämtning
Eftersom religionstrauma ofta kombinerar existentiella, psykologiska och sociala dimensioner, kräver återhämtning en mångsidig strategi.

### Terapi
En central del i återhämtningen är samtalsterapi med en legitimerad psykolog eller psykoterapeut – helst någon med förståelse för religiösa trauman. Terapeuter som inte är medvetna om religionstrauma riskerar att omedvetet förvärra traumat, exempelvis genom att rekommendera andliga lösningar som klienten själv upplevt som skadliga. Enligt Marlene Winell är det viktigt att validera individens upplevelser och undvika att föreslå “förlåtelse” eller “andlig försoning” som terapi, då detta kan vara retraumatiserande. Winell betonar även vikten av att förstå religionstrauma som en kombination av PTSD-liknande symtom, identitetskris och social desorientering.

### Stödgrupper
Stödgrupper – både online och fysiska – spelar en viktig roll i att bryta isolering och normalisera känslor av skuld och skam. Enligt forskning sammanställd i Religions är det sociala stödet avgörande för att återbygga identitet efter trauma. Organisationer som Recovering from Religion och Journey Free erbjuder resurser och gemenskaper specifikt för personer som bearbetar religiösa trauman. I Sverige finns Hjälpkällan, en religiöst och politiskt obunden frivilligorganisation som förmedlat stöd till avhoppare och anhöriga sedan 2006.

### Självutbildning och existensiell nyorientering
Forskning inom "meaning-making" visar att intellektuell bearbetning är en viktig del av läkningsprocessen. Kunskap om trauma, psykologi och religionskritik kan vara läkande i sig. Många upplever att läsning av böcker, artiklar eller lyssnande på poddar hjälper till att förstå det som hänt och sätta ord på tidigare tysta erfarenheter. En del återfår en andlig praktik på egna villkor, medan andra väljer en sekulär eller ateistisk livssyn. Det centrala är att individen själv får forma sin identitet fritt från tidigare kontroll.

## Forskning och kliniska observationer
Flera studier har visat att religiöst trauma kan leda till allvarliga psykologiska konsekvenser:
- Kristen hederskultur: En studie om hedersrelaterad ecklesiologi i pentekostal-karismatisk kontext använde hederskultursbegreppet för att definiera "kristen hederskultur" och en kyrkosyn som karakteriseras av en ortodox lära, en gemenskap som kräver Guds renhet, en stark församlings-identitet som missionerande, samt en karismatisk praktik.[22]
- Att nästan inte få existera: En avhandling om före detta sektmedlemmars erfarenheter – med fokus på psykisk hälsa och mötet med sjukvården.[23]
- Implikationerna av att lämna ett religiöst samfund: En vårdvetenskaplig avhandling i syfte att öka förståelsen för implikationerna av att lämna ett religiöst samfund för en människas liv och hälsa och vad som är vårdande i denna livssituation.[24]
- Religiöst/rituellt övergrepp och dissociation: En studie från Iran visade att 12,5 % av unga vuxna rapporterade erfarenheter av religiösa eller rituella övergrepp, vilket korrelerade starkt med dissociativa symtom.[25]
- Kristen skam och trauma: Teologen Stephanie Arel har analyserat hur kronisk skam inom vissa kristna sammanhang kan leda till religiöst trauma, särskilt genom fördömande av "negativa" känslor och svartvitt tänkande.[19]
- Religiös/spirituell misshandel och meningsskapande: En översiktsstudie från 2024 visar att individer som utsatts för religiös eller spirituell misshandel ofta kämpar med att omforma sin världsbild och skapa ny mening, vilket är centralt för återhämtning.[21]

## 24 maj – Religionstraumadagen
Religionstraumadagen initierades i Sverige 24 maj 2023 för att uppmärksamma det trauma som orsakas av att växa upp i eller lämna ett religiöst samfund. Bakom initiativet till Religionstraumadagen stod en arbetsgrupp på 150 personer med bakgrund i alla olika typer av kristna samfund – från Svenska kyrkan, Frälsningsarmén och Pingstkyrkan till Jehovas vittnen och Mormonkyrkan, samt ett nätverk i sociala medier med över 1000 personer som dekonstruerar sin tro. Ett upprop undertecknad av 89 personer publicerades i Aftonbladet Debatt. Karin Fahlström, initiativtagare till temadagen, som växte upp i Livets Ord, intervjuades av TV4 Nyheterna tillsammans med en psykolog specialiserad på religiösa trauman och generalsekreteraren för Sveriges Kristna Råd. 2024 anordnades en svensk onlinekonferens om religiösa trauman i samarbete med studieförbundet Bilda.